# Sylvanus Morley
Sylvanus Griswold Morley (7 de junio de 1883 - 2 de septiembre de 1948) fue un arqueólogo, epigrafo y estudioso de la cultura maya, originario de los Estados Unidos de América destacado por sus aportes al estudio de dicha civilización precolombina realizados a principios del siglo XX.
Se lo conoce principalmente por sus excavaciones en Chichén Itzá. Publicó una gran cantidad de compilaciones y tratados acerca de la escritura jeroglífica maya, además de libros de difusión dedicados al público en general. Durante su vida, Morley fue uno de los principales arqueólogos dedicados al estudio mesoamericano; sin embargo, hoy en día nuevos estudios en dicho campo han llevado a revaluar sus teorías. Actualmente su obra más reconocida y citada es la referida a las inscripciones del calendario maya.
Durante el tiempo en que dirigió varios proyectos subvencionados por el Instituto Carnegie de Washington, alentó a muchos a profundizar en el estudio mayista. En general, su afán y entusiasmo por los estudios mayas generaría un interés creciente, atrayendo la subvención necesaria para los estudios que derivarían en un conocimiento mucho mayor de los mayas de antaño.
Su participación en actividades clandestinas de espionaje al servicio de la Oficina de Inteligencia Naval estadounidense fue otro sorprendente aspecto de su carrera, que sólo se conoció luego de su muerte.

## Primeros años de vida
Sylvanus G. Morley nació en Chester, Pensilvania. Luego de estudiar ingeniería civil, ingresó en la Universidad de Harvard como pregraduado. Su interés por la arqueología despertó a raíz de la llegada de una colección de artefactos mayas a Harvard que habían sido colectados por Edward Herbert Thompson en un cenote cerca de la entonces poco conocida ciudad maya de Chichén Itzá. Su interés en la cultura maya pudo tener origen antes de este hecho, de acuerdo con la novela Heart of the World, escrita por H. Rider Haggard. Este relato trataba sobre ciudades perdidas en América Central, y fue uno de los favoritos del joven Morley.
Morley inició el estudio de antigüedades y como parte de sus investigaciones se dirigió a Santa Fe, Nuevo México para estudiar la arquitectura y las artes de los anasazi. Sus colegas de la época incluían a la notable artista Georgia O'Keeffe. Morley hizo aportaciones considerables en la definición de las características del estilo arquitectónico precolombino conocido como Santa Fe.

## Morley: arqueólogo y espía
Morley se graduó de Harvard en 1908. Los siguientes seis años los empleó para viajar por Centroamérica y México, como parte de un proyecto de trabajo de campo de la School of American Archaeology (Escuela Americana de Arqueología).
Este período coincidió con la Primera Guerra Mundial y las actividades de Morley en la región se convirtieron en una cubierta para su trabajo al servicio de la inteligencia estadounidense. Morley estaba encargado de reportar los movimientos del Imperio alemán en la región, que eran del interés del gobierno de los Estados Unidos. Según investigaciones recientes, Morley encabezaba uno de los muchos operativos de la Oficina de Inteligencia Naval de Estados Unidos (Office of Naval Intelligence) que se desarrollaban bajo la cubierta de investigaciones académicas. Su misión era colectar evidencias de movimientos progermanos y antiestadounidenses en la región mesoamericana. También debía localizar supuestas bases submarinas secretas de los alemanes, las cuales resultaron ser inexistentes. La coartada de las investigaciones arqueológicas provista por Morley permitió a su equipo trasladarse por la zona con equipo fotográfico. En muchas ocasiones, Morley debió convencer a soldados locales regionales de su buena fe, aunque en algunas ocasiones fue descubierto. 
Morley produjo análisis extensivos sobre muchos temas y observaciones de la región. Entre ellos se encuentra una detallada cartografía de los litorales de México y Centroamérica, así como la identificación de las actitudes políticas y sociales que podrían atentar contra los intereses de Estados Unidos. Algunos de estos informes estaban relacionados con el espionaje económico, y trataban sobre las actividades de los competidores locales de compañías estadounidenses como United Fruit Company e International Harvester.
Tal como prueba su trabajo posterior, Morley fue un investigador genuino y un arqueólogo con gran interés en las culturas precolombinas de México y América Central. Sin embargo, sus investigaciones de este período aparecen en un papel secundario, a la sombra de sus actividades como espía. Los autores de las investigaciones sobre el espionaje realizado por Morley han querido ver en él al «mejor agente secreto que los Estados Unidos produjeron durante la Primera Guerra Mundial». En contraste, algunos arqueólogos y otros personajes han llamado la atención a la naturaleza ética del trabajo de Morley.
De cualquier manera, con ética o en ausencia de ella, el trabajo de Morley en esta época sirvió de base a uno de sus textos más importantes: An Introduction to the Study of Maya Hieroglyphs, publicado en 1915.

## Chichén Itzá

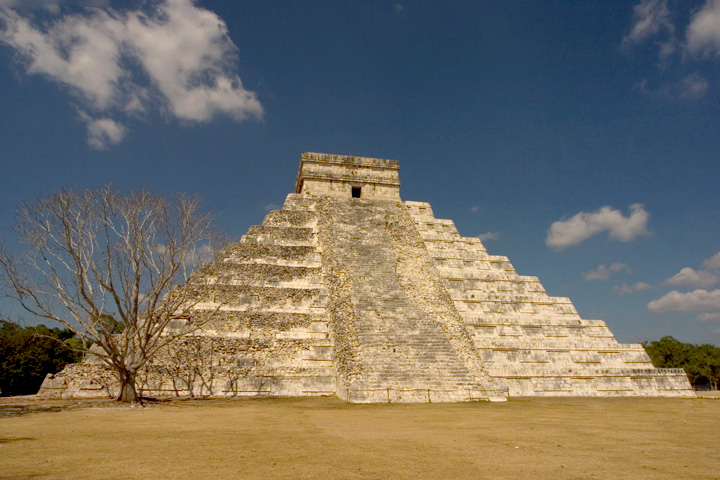
El Castillo; una de las imponentes construcciones de Chichén Itzá. La excavación y restauración de este sitio maya se debe en buena parte a Sylvanus Morley.

Hacia el final de la Primera Guerra Mundial, en 1918, Morley fue invitado como asociado al Instituto Carnegie. Llegó con un plan para excavar y restaurar la antigua ciudad maya de Chichén Itzá. El proyecto de Morley suponía veinte años de investigaciones temporales y trabajo de restauración en el sitio. La concesión había sido comprada por Edward Herbert Thompson en 1895 por la suma de 75 dólares estadounidenses. Para el financiamiento de su proyecto, Morley propuso un sistema de contribuciones provenientes de suscripciones públicas, que además tenía la intención de estimular el turismo en la zona. De ahí que una de las muchas razones que propiciaron la elección de Chichén Itzá como sitio de estudio arqueológico haya sido su cercanía con Mérida, capital del estado de Yucatán. El gobernador de este estado apoyó a propósito la construcción de una línea ferroviaria entre la capital y la zona arqueológica. Los directivos de la Carnegie Corporation dieron el visto bueno a las propuestas de Morley, quien encabezó los trabajos en la zona como director del proyecto.

## Trabajo de campo en México y América Central
Morley trabajó los siguientes dieciocho años en el área maya, supervisando temporadas de excavaciones arqueológicas y proyectos de restauración. Volvía a los Estados Unidos al concluir cada temporada, para dar a conocer algunos de sus hallazgos. Aunque su principal prioridad era el sitio de Chichén Itzá, Morley también trabajó para la Carnegie Institution en otros sitios mayas, como Yaxchilán, Cobá, Copán, Quiriguá, Uxmal, Naranjo, Ceibal y Uaxactún. Se le atribuye el descubrimiento de este último sitio, localizado en el norte de Tikal, la gran ciudad maya localizada en el departamento guatemalteco de El Petén.